# William Roscoe
William Roscoe (Liverpool, 8 marzo 1753 – Liverpool, 30 giugno 1831) è stato uno storico e poeta inglese.
È conosciuto per esser stato uno dei primi abolizionisti della schiavitù del Regno Unito.

## Biografia
Nacque a Liverpool, dove il padre, ortofrutticolo, aveva un pub in centro, il Bowling Green, a Mount Pleasant. Avendo assorbito tutto ciò che il suo maestro sapeva, Roscoe lasciò la scuola a dodici anni, lavorando con il padre ma spendendo il tempo libero nella lettura e nello studio. Cercando un lavoro adatto, dopo un mese come venditore di libri, a quindici anni, nel 1769, iniziò l'apprendistao presso un avvocato. Da diligente studente di legge continuò a leggere i classici, avvicinandosi alla lingua e alla letteratura italiane che avrebbero occupato parte della sua vita.
Avvocato dal 1774, nel 1781 sposò Jane, seconda figlia di William Griffies, un commerciante di Liverpool; la coppia ebbe sette figli maschi e tre femmine. Roscoe ebbe il coraggio di denunciare la tratta degli schiavi africani nella sua città natale che, a quel tempo, doveva una parte significativa della sua ricchezza proprio dalla schiavitù. Roscoe era un importante membro della chiesa cristiana degli Unitari.
Nel 1796 Roscoe smise la pratica legale d'ufficio e ebbe l'idea di discutere cause in tribunale. Tra il 1793 e il 1800 si occupò di agricoltura e contribuì a bonificare Chat Moss, una torbiera vicino a Eccles. Riuscì anche a rimettere in ordine gli affari di una banca di cui l'amico William Clark, allora residente in Italia, era socio. Fu la sua introduzione nel mondo degli affari, un'esperienza che alla fine si rivelò disastrosa.
Roscoe fu eletto membro del Parlamento per Liverpool nel 1806, ma la Camera dei Comuni non faceva per lui e, l'anno seguente, non si ricandidò alla fine della legislatura. Durante questa breve esperienza, fu comunque in grado di aggiungere il proprio voto a quelli che portarono all'abolizione del commercio degli schiavi.
I guai commerciali del 1816 causarono difficoltà alla casa bancaria cui era collegato e lo costrinsero a vendere la sua collezione di libri e quadri. S.H. Spiker, bibliotecario del re di Prussia, fece visita a Roscoe in questo momento difficile. Roscoe disse che avrebbe voluto ancora scrivere una biografia di Erasmo, ma gliene mancava il tempo e la possibilità. Il progetto non fu mai realizzato. Dopo cinque anni spesi nel tentativo di liberarsi dei debiti della banca, l'azione di alcuni creditori costrinse i soci al fallimento nel 1820. Roscoe corse il pericolo di essere arrestato, ma il suo onore rimase intatto. Alla dispersione del suo patrimonio bibliotecario, i volumi a lui più utili furono conservati da amici e colleghi nel Liverpool Athenaeum, di cui era stato membro fondatore nel 1797 e 2500 sterline furono investite a suo beneficio.
Dopo aver abbandonato per sempre il mondo degli affari, si ritrovò piacevolmente occupato nella gestione della grande biblioteca di Holkham Hall, dell'amico Thomas Coke.
Roscoe mostrò notevole coraggio morale e devozione allo studio ed ebbe molti amici. Oggi non è condivisa l'opinione di Horace Walpole, che riteneva Roscoe il migliore tra gli storici inglesi, ma i suoi libri su Lorenzo de' Medici e Leone X rimangono contributi importanti.

## Opere

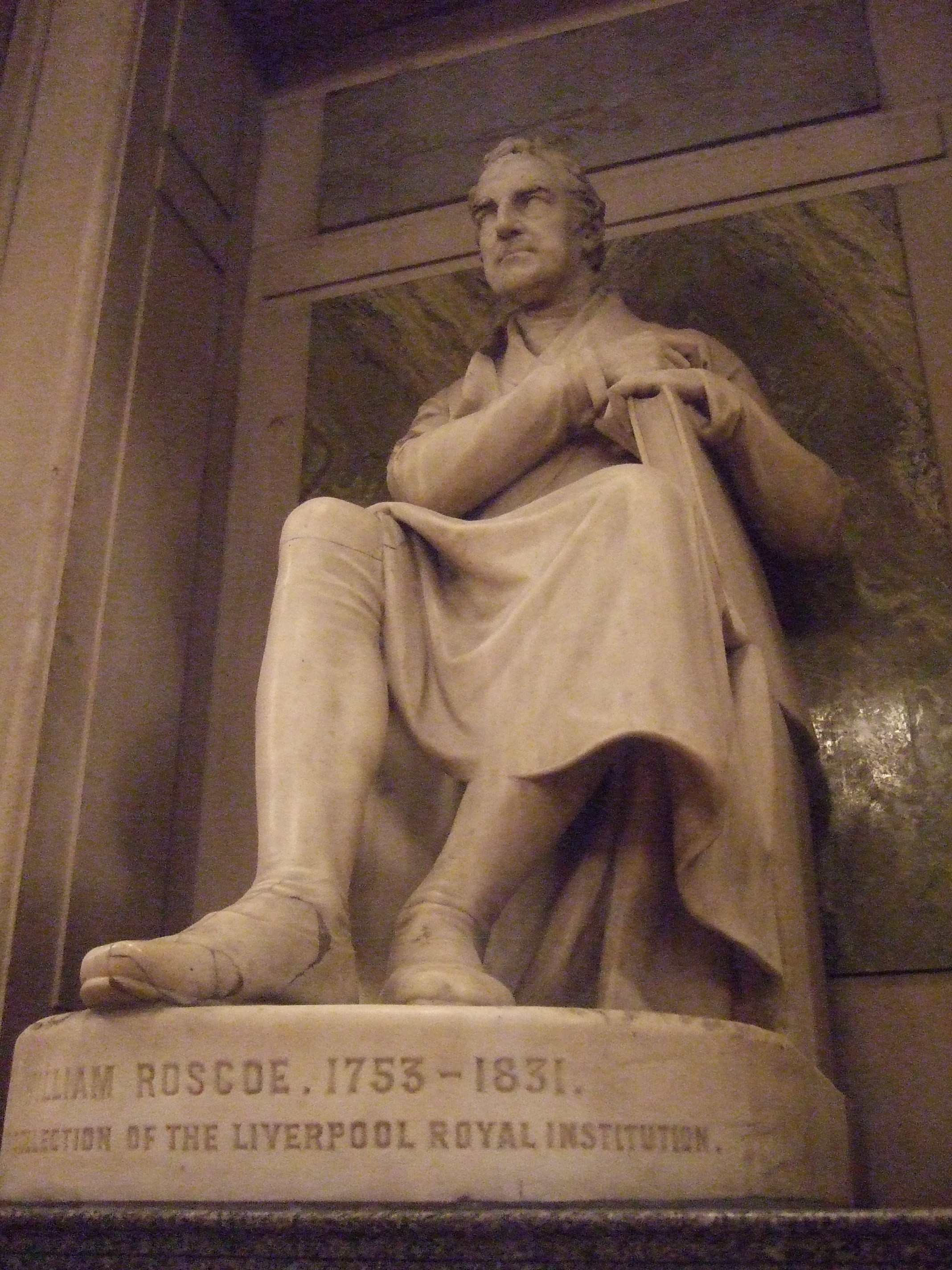
Statua di Roscoe al Saint George's Hall, scolpita da Francis Legatt Chantrey.

La sua poesia, Mount Pleasant,scritta quando aveva sedici anni, insieme ad altri versi perduti, ottenne buone critiche.
Scrisse un lungo poema pubblicato in due parti chiamato The Wrongs of Africa (1787-1788), e polemizzò con un ex prete cattolico, Raymond Harris, che cercava di giustificare la tratta degli schiavi con la Bibbia. Nel 1788 Roscoe scrisse anche un opuscolo, A General View of the African Slave Trade. Roscoe era anche uno scrittore di pamphlet e, come altri liberali dell'epoca, accolse con soddisfazione la promessa di libertà della Rivoluzione francese.
Nel frattempo aveva proseguito gli studi italiani e svolto ricerche che sfociarono nella Vita di Lorenzo de' Medici, opera che gli guadagnò un posto fra gli storici, fu spesso ristampata e tradotta in più lingue. Angelo Fabroni abbandonò l'idea di tradurre dal latino in italiano la propria biografia di Lorenzo e spinse Gaetano Mecherini a tradurre la Vita di Lorenzo di Roscoe.
Nurse, la sua traduzione di La balia di Luigi Tansillo, del 1798, ebbe molte edizioni. In un sonetto è dedicata alla moglie che aveva seguito i precetti del poeta italiano.
The Life and Pontificate of Leo the Tenth (Vita e Pontificato di Leone X, trad. di Luigi Bossi, 12 voll., Milano, Sonzogno, 1816-1817), che apparve nel 1805, è la naturale prosecuzione della precedente opera sul Magnifico. Anche se non incontrò lo stesso favore di pubblico, fu più volte ristampata e la traduzione italiana fu posta nell'Indice dei libri proibiti, senza che questo ne impedisse la circolazione anche negli stessi domini papali.

## Famiglia
Fra i figli di William Roscoe e della moglie William Stanley (1782–1843), poeta; Thomas (1791–1871), traduttore dall'italiano; Henry (1800–1836), scrittore di diritto, che scrisse una biografia del padre. La moglie di Henry, Maria Fletcher (1798-1885) scrisse una biografia di Vittoria Colonna. Il loro figlio Henry Enfield Roscoe (1833-1915) fu chimico e vicerettore dell'Università di Londra. Fra le figlie, con il cognome del marito, Mary Anne Jevons, fu poetessa e madre di William Stanley Jevons.